# Lissonota leucopoda
Lissonota leucopoda är en stekelart som beskrevs av Cameron 1886. Lissonota leucopoda ingår i släktet Lissonota och familjen brokparasitsteklar. Inga underarter finns listade i Catalogue of Life.